# Le Royaume des abysses
Pour plus de détails, voir Fiche technique et Distribution.
Le Royaume des abysses (深海, Shen hai) est un film d'animation chinois, réalisé par Tian Xiaopeng et sorti en 2023.

## Synopsis
Shenxiu, une petite fille de 10 ans dont les parents ont divorcé récemment, part en mer avec sa nouvelle famille. N'ayant pas digéré l'absence de sa mère et étant constamment mise à l'écart, elle entend un bourdonnement ressemblant à une chanson que sa mère chantait. Elle décide de suivre ce son mais est aspirée dans les profondeurs marines, découvrant ainsi le monde des abysses peuplé d'étranges créatures marines. Elle découvre, dans ce monde, le restaurant des abysses qui est dirigé par Nanhe. Poursuivis par le Fantôme Rouge, ils feront face à une aventure semée d'embûches, d'épreuves et de secrets.

## Fiche technique
Sauf indication contraire, les informations mentionnées dans cette section peuvent être confirmées par la base de données cinématographiques IMDb,  présente dans la section « Liens externes ».
- Titre français : Le Royaume des abysses
- Titre original : 深海 (Shen hai)
- Titre anglais : Deep Sea
- Réalisation et scénario : Tian Xiaopeng
- Musique : Dou Peng
- Pays de production :  Chine
- Format : couleurs - 2,35:1 - Dolby Digital
- Genre : animation, aventure, drame, fantastique
- Durée : 112 minutes
- Dates de sortie :
  - Chine : 22 janvier 2023
  - France : 21 février 2024

## Distribution

### Voix originales
Sauf indication contraire, les informations mentionnées dans cette section peuvent être confirmées par la base de données cinématographiques IMDb,  présente dans la section « Liens externes ».
- Wang Tingwen : Shenxiu
- Su Xin : Nan He / Xiao Chou
- Kuixing Teng : le père / First Mate
- Yang Ting : la belle-mère / Fleur
- Jing Ji : la mère / Ahua
- Haoran Guo : carpe pourpre
- Xiaopeng Tian : poisson clown

### Voix françaises
- Aaricia Dubois : Shenxiu
- Maxime Van Santfoort : le capitaine Nan He / poisson clown
- Pierre Bodson : le père / Lao Jin
- Séverine Cayron : la mère
- Cécile Florin : Ahua
- Frédéric Clou : Pokulus

## Production
Le film a nécessité sept ans de travail au réalisateur Tian Xiaopeng, dont c'est le deuxième long-métrage, et la participation de près de 1500 personnes.

## Sortie

### Festivals
Le film est sélectionné dans plusieurs festivals dont la Berlinade en 2023, dans la catégorie Meilleur Film de Generation Kplus ou encore dans le Festival du film de Philadelphie qui se déroule en octobre 2023.
Il est présenté au festival international du film d'animation d'Annecy 2023.

### Accueil critique et public
En France, le site Allociné propose une moyenne de 3.3⁄5, d'après l'interprétation de 22 critiques de presse, et une moyenne de 4⁄5, d'après l'interprétation de 166 critiques spectateurs.

### Box-office
| Pays ou région | Box-office         | Date d'arrêt du box-office | Nombre de semaines |
| -------------- | ------------------ | -------------------------- | ------------------ |
| Chine          | 19 605 375 entrées |                            |                    |
| France         | 174 865 entrées    | 8 mai 2024                 | 11                 |
| États-Unis     | 6 566$             |                            |                    |

### Sortie vidéo
En France, le film sort en DVD, et Blu-ray le 19 septembre 2024. Sort également le même jour une édition collector incluant le DVD et le Blu-ray, un fourreau, ainsi que  qu'un livret La Légende du restaurant des abysses de 24 pages et 6 cartes collector.